# کامارووا

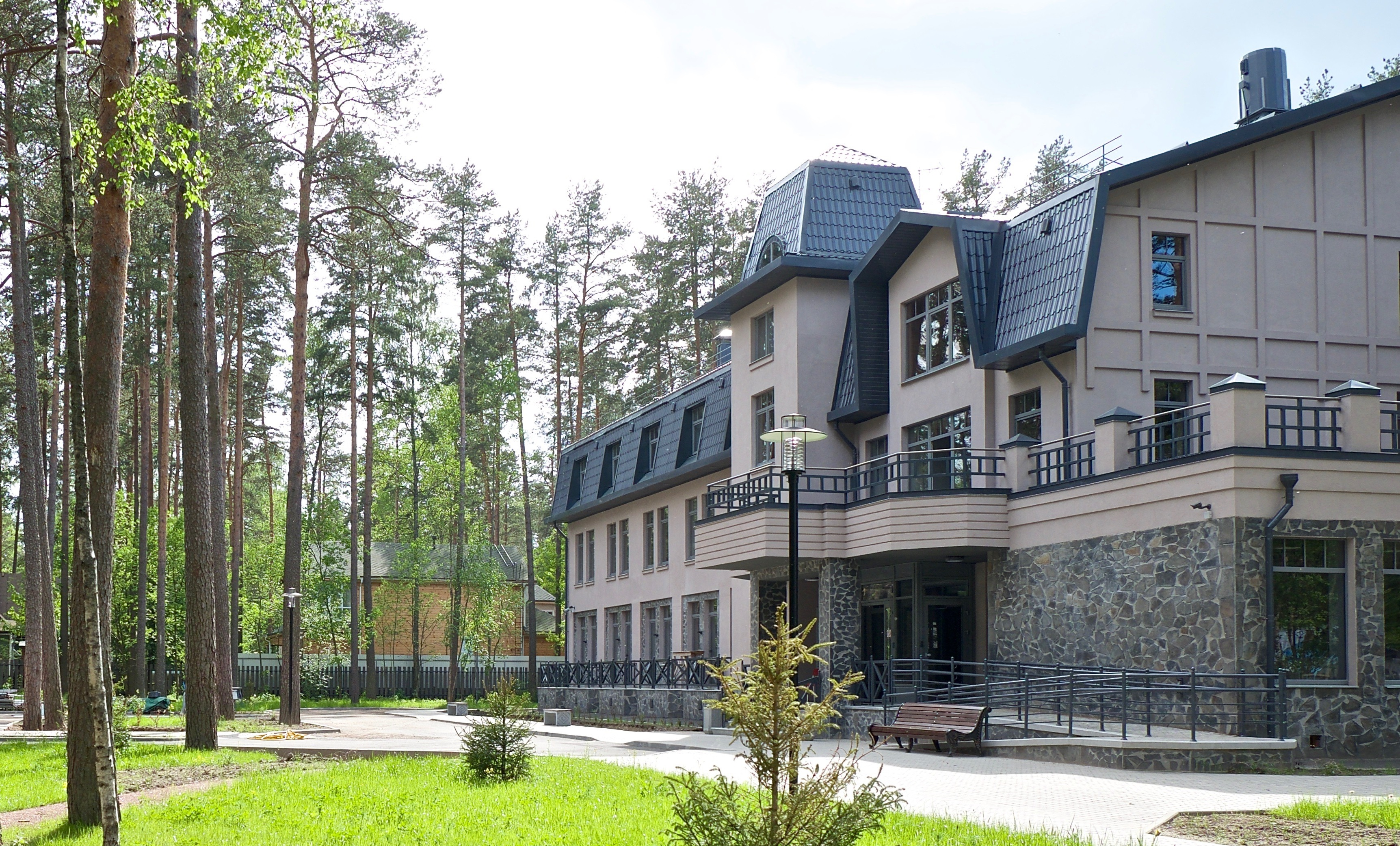
تصویری از مرکز سلامت و بازتوانی شهر کامارووا

کامارووا (روسی: Комаро́во؛ IPA: [kəmɐˈrovə]؛ ‏ فنلاندی: Kellomäki) یک منطقهٔ مسکونی در حوزهٔ شهرهای فدرالی روسیه سن پترزبورگ در روسیه است که در ساحل خلیج فنلاند واقع شده‌است. این منطقهٔ مسکونی در فاصلهٔ ۴۵ کیلومتر (۲۸ مایل) از شمال غربی سن پترزبورگ واقع شده‌است و جمعیت آن مطابق آمارگیری چنین بوده است: ۱,۲۳۰ (بر طبق سرشماری سال ۲۰۱۰)؛ ۱,۰۶۲ (سرشماری سال ۲۰۰۲)؛ ۱,۶۳۵ (سرشماری سال ۱۹۸۹). هنگام فصل تابستان، جمعیت این منطقه ۵ تا ۶ برابر می‌شود.